# Torre de la Palanca
La torre de la Palanca es una montaña del norte de España, enclavada en el macizo Central de los Picos de Europa o macizo de los Urrieles (cordillera Cantábrica), en la provincia de León.